# Palais Nurul Iman
Le palais Nurul Iman (en malais : Istana Nurul Iman, nom traduit de l'arabe signifiant : « palais de la Lumière de la Foi ») est la résidence principale du sultan de Brunei et le siège de son gouvernement. Il est situé à 1,9 km au sud-ouest de la capitale du sultanat, Bandar Seri Begawan, au-delà du fleuve Brunei.
Il est de construction récente puisque c'est l'actuel souverain, le sultan Hassanal Bolkiah qui en confia les plans à l'architecte philippin Leandro Locsin qui l'acheva en 1984 pour un coût total de 1,4 milliard de dollars. Les travaux furent confiés également à la firme philippine  Ayala International.

## Architecture

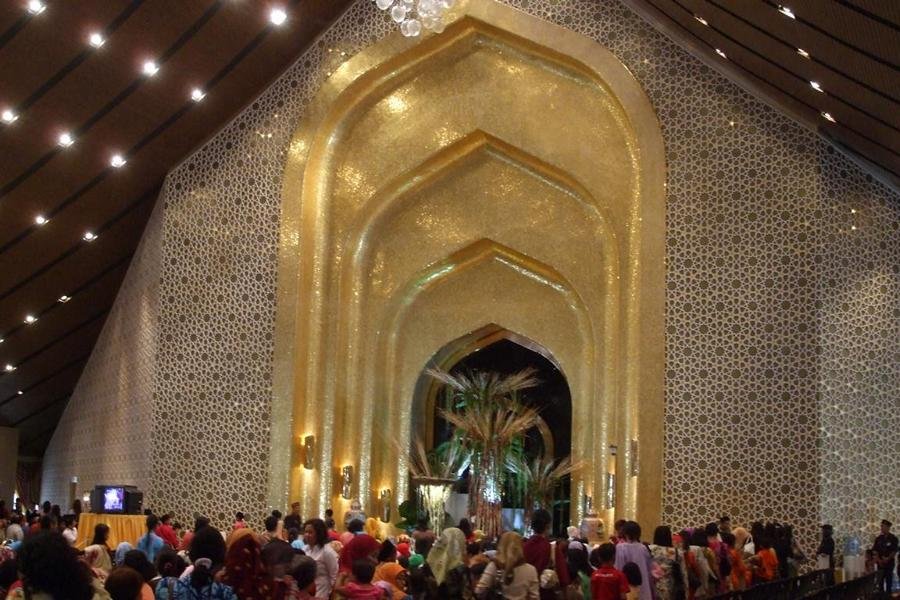
La salle des banquets pouvant accueillir 5000 convives.

Leandro Locsin conçut un vaste palais entièrement climatisé qui, avec 200 000 m2 de surface, est réputé pour être le plus grand au monde. À lui seul, il comporte 1 788 pièces dont 257 salles de bain, 5 piscines, 44 escaliers, 18 ascenseurs, une salle de banquet pouvant accueillir jusqu'à 5 000 personnes, une mosquée pour 1 500 fidèles, une écurie pour 200 chevaux et un garage pour 110 voitures. On y compte également 564 chandeliers, alors que l'édifice est éclairé au moyen de 51 000 ampoules.
Le palais n'est pas ouvert au public, sauf durant le mois du ramadan où il est accessible pendant 3 jours pour la fête de Hari Raya Aidilfitri (célébration malaise de Aïd el-Fitr) voyant affluer chaque année 110 000 visiteurs recevant de la nourriture, ainsi que des paquets verts contenant de l'argent pour les jeunes enfants. 
Il est également ouvert 10 jours durant le même mois pour le rassemblement de prière Bertedarus.

## Histoire
Le 9 septembre 2004, Pengiran Anak Sarah et Al-Muhtadee Billah, le prince héritier du Brunei, se marient au palais. La cérémonie, surnommée le « mariage asiatique de l'année » , réunit des dignitaires, notamment des membres de familles royales étrangères et des chefs de gouvernement,.